# Vitbass
Vitbass (Morone chrysops) är en sötvattenslevande art i familjen egentliga havsabborrfiskar som förekommer i Nordamerika.

## Utseende
Vitbassen har en förhållandevis hög kropp, litet huvud med spetsig nos och stor mun. Kroppen har två separata ryggfenor, den första med enbart 9 taggstrålar, den andra med en taggstråle och 13 till 15 mjukstrålar. Ryggen är blågrå, sidorna silverfärgade med 6 till 10 bruna längsstrimmor och buken vit. Bröst- och bukfenor är vita till genomskinliga, övriga fenor mörka. Som mest kan den bli 46 cm lång och väga 3,2 kg.

## Ekologi
Arten är en sötvattenslevande stimfisk som förekommer i dammar, sjöar och långsamt rinnande delar av floder. Den föredrar klart vatten ner till ett djup av omkring 6 m. Den lever gärna i åldersseparerade stim där individerna är av ungefär samma ålder, med fler individer i de yngre stimmen. Födan består för de vuxna djuren främst av fisk, men under våren tas även vatteninsekter. Födan lokaliseras främst med hjälp av synen och fångas under hela dagen, med tonvikt på morgon och skymning. De yngsta larverna tar andra fisklarver, hoppkräftor, mygglarver och hinnkräftor; när de blir litet äldre består födan mest av hoppkräftor, mygglarver, hinnkräftor och vatteninsekter. Över en längd av omkring 12 cm tar ungfiskarna i allt högre grad småfisk.
Arten är snabbväxande och blir könsmogen under första till andra levnadsåret. I södra delen av utbredningsområdet blir den sällan äldre än 4 år, medan den i norr kan bli upp till 8 år gammal; högsta kända ålder är 14 år.

### Fortplantning
Vitbassen leker när vattnet når en temperatur omkring 14 – 20°C, vilket i södra delen av utbredningsområdet inträffar omkring mitten av februari, och i norra delen under maj. Den föredrar att leka i rörligt vatten med grus- eller klippbotten; i floder drar den sig uppströms, i sjöar till flodmynningar eller stränder.
Honan är polyandrisk; hon leker med flera hanar, vilka följer den äggstinna honan som kan lägga över en halv miljon ägg. Dessa befrukas medan de faller ner mot bottnen, där de klibbar fast; inga nästen byggs, och äggen tas inte om hand av föräldrarna. De kläcks efter ungerfär 2 dygn, och larverna sluter sig snabbt samman i stim.

## Utbredning
Arten finns i Nordamerika från St Lawrencefloden och Stora sjöarna i södra Kanada och norra USA via Red Rivers och Mississippis flodsystem till Rio Grandes avrinningsområde i sydvästra USA. Den har även framgångsrikt inplnterats i bland annat Mexiko och Turkiet.

## Status
Vitbassen är klassificerad som livskraftig ("LC") av IUCN. Populationen är stabil, och inga hot finns angivna. I Mississippis lägre lopp har den ökat till följd av dammutbyggnad som gjort vattnet mindre strömt.

## Betydelse för människan
Arten är en populär sportfisk som anses ha mycket gott kött.